# Nils Backlund
Nils Robert Backlund (Stoccolma, 25 ottobre 1896 – Stoccolma, 3 dicembre 1964) è stato un pallanuotista svedese, vincitore di una medaglia di bronzo alle olimpiadi di Anversa 1920.